# Chalkogenki
Chalkogenki – nieorganiczne związki chemiczne, w których anionami są chalkogeny, tj. siarczki, selenki i tellurki (zwykle poza tlenkami).